# Indiana Jones a poslední křížová výprava
Indiana Jones a poslední křížová výprava (Indiana Jones and the Last Crusade) je třetí díl (1989) řady filmů o archeologovi Indiana Jonesovi, předchozími díly jsou Dobyvatelé ztracené archy (1981) a Indiana Jones a chrám zkázy (1984). Následujícím dílem je Indiana Jones a království křišťálové lebky (2008).

## Děj

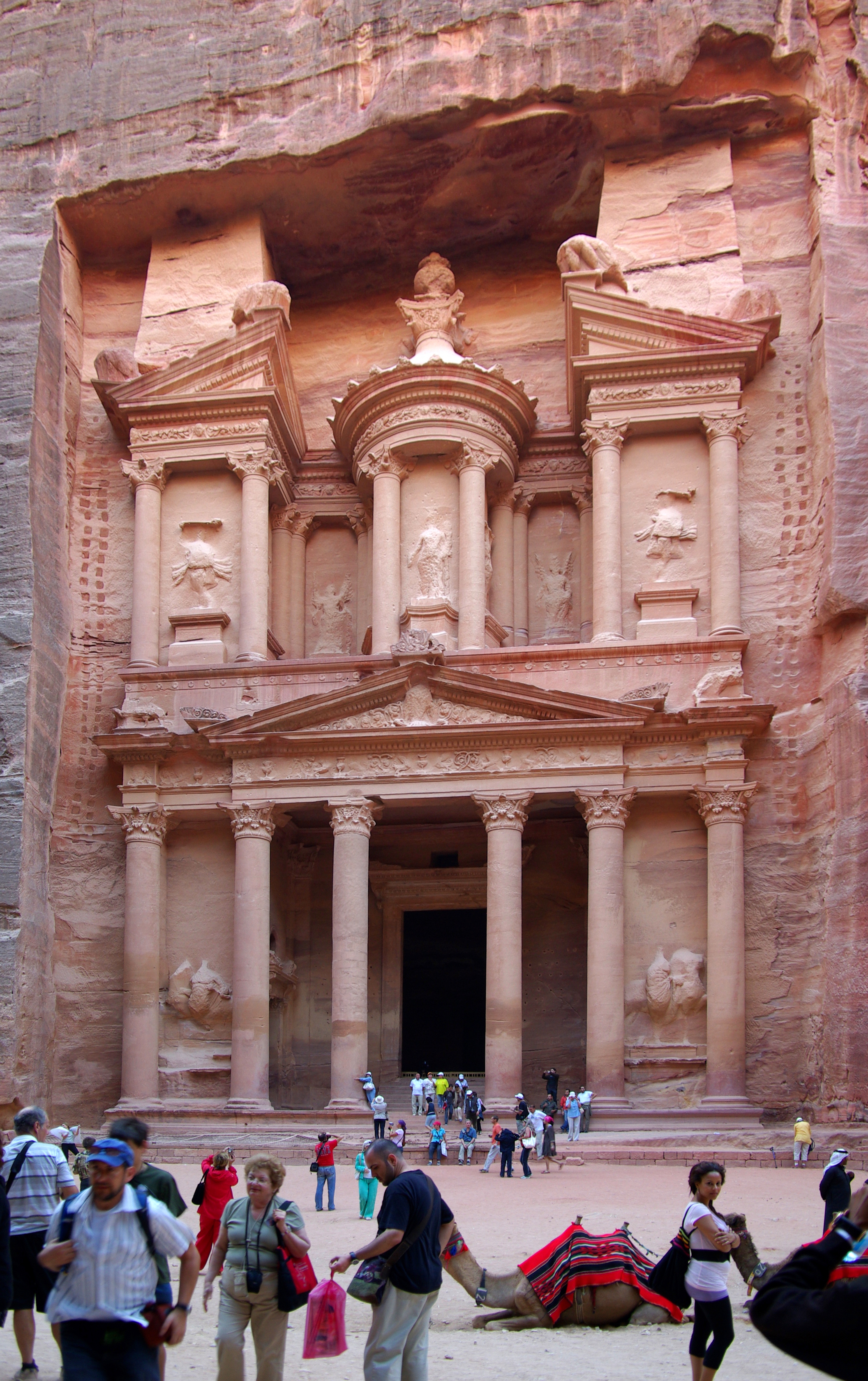
Chrám v Petře, kde film vrcholí.

Indiana Jones (Harrison Ford) si roku 1938 už potřetí nasazuje svůj pomačkaný klobouk a tentokrát mu sekunduje jeho otec (Sean Connery) a doktorka Elsa Schneiderová. Na počátku filmu je scéna z mládí Indiany, kdy se jako skaut pokusí v roce 1912 zachránit vzácný zlatý kříž před zlosyny. Pak se dostaneme do vlastního příběhu, kde se oba Jonesové (otec a později i syn) vydávají hledat z popudu bohatého sběratele Donovana tajuplný „Svatý grál“. Indiana s Elsou začínají pátrání v Benátkách, kde naleznou hrob křižáckého rytíře a také osvobodí ze zajetí nacistů svého otce. Další cesta je zavede do Berlína, setkají se nechtěně i s Hitlerem, získají hledaný deník a podaří se jim uniknout až do Svaté země. Tam až zjistí, že Donovan je spřažený s nacisty, kteří hledají grál pro své dobyvatelské záměry. Indiana Jones projde mnoha nástrahami, najde grál střežený 700 let křižákem, ale v dějově gradujícím příběhu Donovan postřelí jeho otce. Pak se Donovan napije ze špatného poháru a zahyne, kdežto Indiana správně zvoleným pohárem zachrání svého umírajícího otce. Když se chrám zhroutí, Indiana s přáteli z chrámu unikne sic bez grálu, ale na rozdíl od nacistů jsou živí.

## Osoby a obsazení
| Herec/Herečka    | Role               |
| ---------------- | ------------------ |
| Harrison Ford    | Indiana Jones      |
| Sean Connery     | Henry Jones        |
| Denholm Elliott  | Dr. Marcus Brody   |
| Alison Doody     | Dr. Elsa Schneider |
| John Rhys-Davies | Sallah             |
| Julian Glover    | Walter Donovan     |
| River Phoenix    | Mladý Indy         |
| Michael Byrne    | Vogel              |
| Kevork Malikyan  | Kazim              |
| Robert Eddison   | Rytíř Grálu        |
| Richard Young    | Fedora             |

## Reakce
Třetí díl je v rámci série asi nejvíc komedií - o většinu humoru se stará Indiana špičkováním se svým vlastním otcem. Marcus Brody je také tentokrát podán méně seriózně než v prvním díle. Prosvětlenost filmu zvláště vynikne ve srovnání s Chrámem zkázy. Spokojení diváci přinesli zisky 277 milionů dolarů celosvětově  K 18. prosinci 2006 se dostala Poslední křížová výprava na 118. místo v žebříčku IMDB 250 nejlepších filmů všech dob.

## Ocenění
- 1 cena Americké filmové akademie (Oscar) - Střih zvukových efektů + 2 nominace: Hudba, Zvuk

## Zajímavosti
Conneryho si pro roli Jonesova otce vyprosil sám Spielberg. Jako ex-Bond je totiž v přeneseném slova smyslu „otcem“ Indiana Jonese.
Premiéra v Českých kinech byla 10. ledna v roce 1992, kdy hlavní roli namluvil Jiří Štěpnička a jeho otce Seana Conneryho namluvil Bohumil Švarc.
V roce 1995 tento film vyšel na VHS, DVD a na Blu-ray, kdy hlavní roli znovu namluvil Jiří Štěpnička a jeho otce Seana Conneryho znovu namluvil Bohumil Švarc.
V roce 2002 film se začal vysílat v TV Nova a TV Prima, kdy hlavní roli znovu namluvil Jiří Štěpnička a jeho otce Seana Conneryho namluvil Vladimír Brabec.